# Distrito de Cochem-Zell
El distrito de Cochem-Zell es uno de los veinticuatro distritos del estado alemán de Renania-Palatinado. Está ubicado en la zona centro-norte del estado, con una población a finales de 2016 de 61 864 habitantes, una densidad poblacional de 90 hab/km² y una superficie de 691 km². Su capital es la ciudad de Cochem.
El distrito está atravesado por el río Mosela, uno de los principales afluentes por la izquierda del Rin.